# 리투아니아
리투아니아 공화국(리투아니아어: Lietuvos Respublika 리에투보스 레스푸블리카, 영어: Republic of Lithuania) 줄여서 리투아니아(리투아니아어: Lietuva 리에투바, 영어: Lithuania, 문화어: 리뜨바)는 북유럽에 있는 공화국이다. 수도는 빌뉴스(과거에는 카우나스)다. 동쪽과 남쪽은 벨라루스, 서쪽은 발트해, 남서쪽은 러시아(월경지 칼리닌그라드주)와 폴란드, 북쪽은 라트비아에 닿아 있다. 발트 3국 국가 중에서는 인구와 영토가 가장 많고 넓다. 18세기 말 폴란드 분할 때 러시아 제국에 합병되었다. 제1차 세계대전 때 독립했으나 1940년 다시 소련이 강제 점령해 병합하였다. 1941년부터 독일이 지배하다가 1944년 소련군이 점령하면서 소비에트 공화국의 일원이 되었다. 1991년 8월 소련 쿠데타 실패 후 독립을 선언, 9월 독립을 인정받았으며, 독립국가연합에는 참여하지 않았다. 발트 3국의 최남부에 있다. 약 300만명 정도인 국민의 민족 구성은 리투아니아인이 83%이다. 전체 산업 생산에서 차지하는 비율은 식품 및 담배가 29.6%, 기계 장비가 18.3%, 섬유 의복·가죽 제품이 17%이다. 6세부터 11년간 의무교육을 실시하고 1990년 종교교육을 도입하는 등 교육개혁을 단행했다. 천주교 문화권에서는 리투아니아가 제일 북쪽에 위치한다. 현재 유럽 연합(EU), 북대서양 조약 기구(NATO), 경제협력개발기구(OECD) 가입국이다.

## 역사

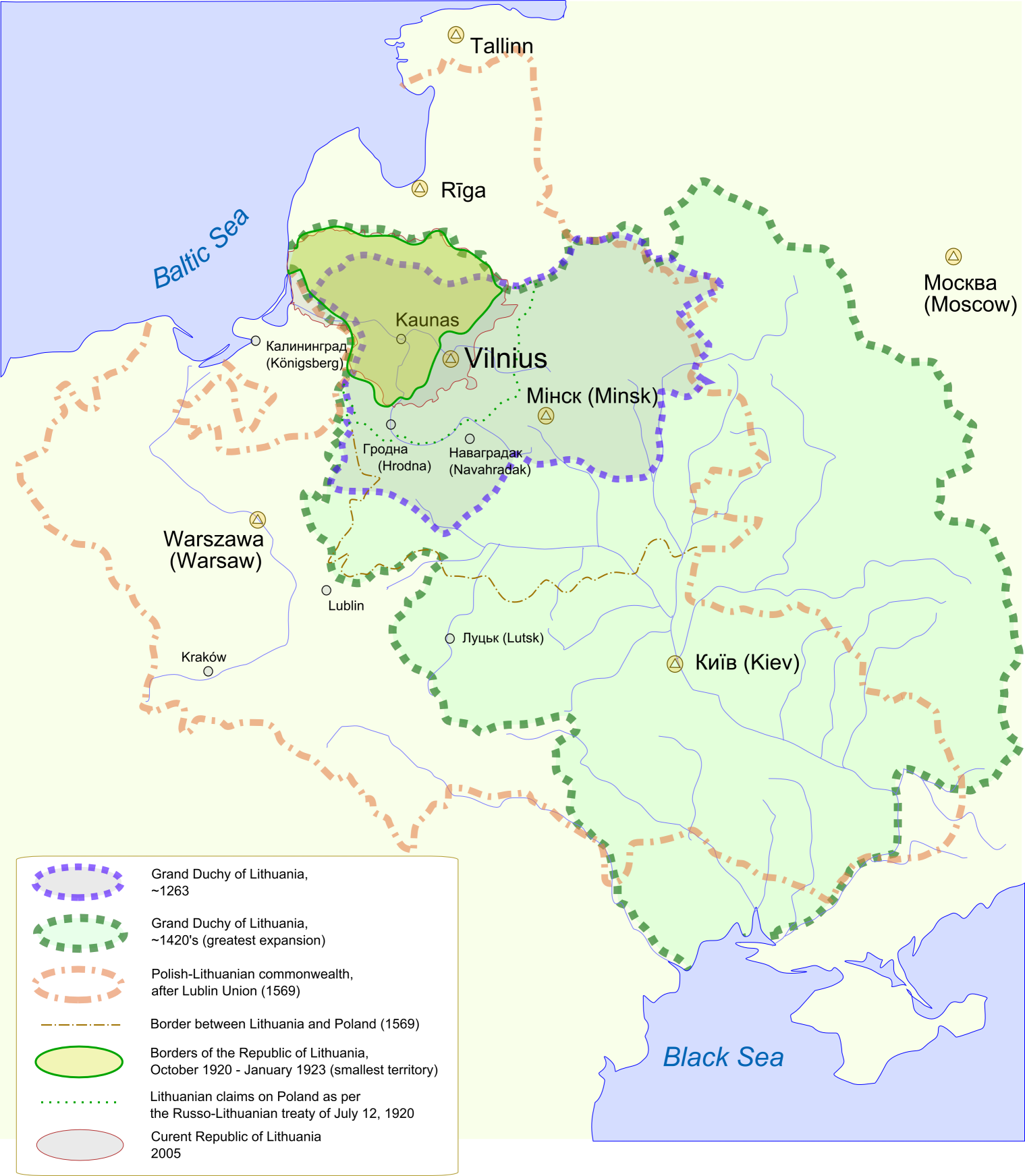
옅은 초록색이 리투아니아 대공국의 1420년대의 넓이

리투아니아라는 이름은 1009년의 라틴 연대기 Annales Quedinburgenses에서 처음으로 나타난다. 1253년 7월 6일 민다우가스가 기독교를 받아들이고 처음으로 통일 국가를 수립하였다.
1386년 요가일라(Jogaila)가 폴란드의 여왕 야드비가와 결혼하면서 리투아니아와 폴란드는 동군연합(同君聯合)을 형성하게 된다. 리투아니아-폴란드 연합군은 1410년 타넨베르크 전투에서 튜턴 기사단을 무찌름으로써 독일인들의 동방 팽창을 저지하였고, 리투아니아는 이 시기에 전성기를 맞이하였다.
이후 폴란드와 리투아니아는 동일한 운명을 걷게 되어(→폴란드-리투아니아 연방), 폴란드 분할 결과 1795년 리투아니아 지역은 러시아 제국의 영토로 편입되고 말았다. 리투아니아인들은 1795년, 1830년, 1863년 등 세 차례에 걸쳐 대대적인 봉기를 일으켰으나 실패하였다.
제1차 세계 대전이 일어나자 리투아니아는 1918년 2월 독립을 선언하였다. 애초에는 뷔르템베르크 공국 출신의 군주를 영입해 군주제로 독립할 것을 계획하고 있었으나 러시아 혁명과 독일 제국의 패망으로 독립되어, 공화국으로 출발한 것이다. 리투아니아는 1918년 독립을 선언한 이후에, 공산당 세력, 보수 세력, 농민 세력 등 복잡한 이념 세력들의 정권 쟁탈 투쟁으로 국내사정은 극히 혼란하여 정권 교체가 잦은 불안이 계속되어왔었다.
그 틈새를 타서 민족주의자가 점점 세력을 키워나가기 시작하게 되었는데, 1930년대 즈음 들어오면서 리투아니아를 비롯한 발트 3국 국가들은 민족주의자가 반란으로 집권하여 반소, 반공 독재 정권이 들어서게 된다.
1939년 8월 23일 소련은 나치 독일 과 리벤트로프-몰로토프 밀약을 맺어 중앙유럽을 독일과 소련이 각각 분할하기로 하는 비밀 의정서를 만들었다. 리투아니아는 1939년 9월 두 번째 밀약에서 소련의 몫으로 추가되었다. 제2차 세계 대전의 발발 이후, 소련이 리투아니아를 처음으로 점령한 것은 1940년 6월 15일이었는데, 소련의 내무인민위원회 요원은 리투아니아의 국경 초소를 급습하였고,:20 리투아니아군을 몰아낸 뒤 소비에트 간부단으로 대신하였다.:20 의회와 여타 정부 부처의 공직자를 뽑는 선거에서는 명부에 후보자가 한 명씩밖에 없었는데, 선거의 공식 결과에서 친(親)소련 후보가 99.2%의 표를 얻었다.:21 그렇게 구성된 의회는 곧 소비에트 연방에 가입할 것을 요청하였으며, 소련의 승인을 얻어 리투아니아 소비에트 사회주의 공화국으로 소련에 병합되었다.:21 국제 사회는 소련의 리투아니아 병합을 불법으로 보고 비판하였다.:117 1941년 독-소 개전 이후 독일군에 점령되기도 하였다. 1944년 나치 독일이 패퇴하면서 다시 리투아니아를 점령한 소련군은 독일에 협조하였다는 이유로 리투아니아인들을 박해하여 29923가구가 시베리아로 강제 이주되었고, 12만 명이 국외 추방되거나 북유럽, 미국 등지로 망명하였다.
1990년 3월 소련으로부터의 독립을 선언하였다. 1991년 1월 소련군이 리투아니아를 침공하여 13명이 사망하고 700여명이 부상하였으나, 리투아니아는 1991년 9월에 독립했고 1991년 9월 17일 라트비아, 에스토니아와 함께 유엔에 가입하였다.
현재 리투아니아는 반러시아적인 민족주의 성향이 강하다. 2008년 11월 27일에 리투아니아는 신임 총리로 안드류스 쿠빌류스가 새총리로 당선되었다. 2009년 5월 17일에 대선에서 첫 여성 대통령인 달리아 그리바우스카이테가 당선되었다. 그녀는 재선을 거쳐 2019년까지 임기를 수행하였다.

## 지리
리투아니아는 발트 3국 가운데 가장 영토가 넓고, 인구도 많다. 북유럽에 위치하는 리투아니아는 99 km 정도의 모래 해안선이 있으며 이 중 38 km만이 발트해와 접한다. 나머지는 쿠로니아 사주와 맞닿고 있다. 리투아니아의 가장 중요한 부동항인 클라이페다(Klaipėda)는 쿠로니아 사주와 아주 가까우며 남쪽으로는 러시아의 칼리닌그라드주와 접한다. 네만강이 가장 중요한 강이며 강의 지류가 국제 선박의 이송로로 쓰인다.
리투아니아는 빙하로 조각된 나라라고 할 수 있다. 가장 높은 곳은 서부와 동부의 고지대인데, 300 m 이상인 곳은 없어서 가장 높은 아우토자스 언덕(Aukštojas Hill)으로 294 m 정도이다. 많은 습지와 호수가 있어서 삼림을 포함하여 전체 국토의 30%가 숲이다.

## 행정 구역
리투아니아는 10개 주로 구성되어 있다.

## 경제
서비스업이 리투아니아의 경제 비율의 절반 이상을 차지하며, 소매와 도매상, 교통과 통신, 금융과 보험, 부동산 등에 관련된 업계 등이다.

### 광공업
리투아니아에는 흙, 백운암, 석회암, 토탄 등이 채굴된다. 리투아니아의 서부와 발트해 연안에서는 석유가 발견되었다. 원자력은 리투아니아의 전기 공급에 큰 도움이 되고 있다.
제조업에 종사하는 사람들은 20%가량이며, 화학, 전자 제품, 기계, 목재, 섬유 공업과 식품 가공업이 발달하였다. 주요 공업도시들로는 빌뉴스, 클라이페다, 카우나스 등이 있다.

### 농업
리투아니아인의 15%는 농업에 종사하며, 보리, 귀리, 밀, 호밀 등을 생산한다. 소와 염소 사육도 발달하여, 육류와 낙농품을 생산하기도 한다.

### 무역
리투아니아는 원료를 수입하고, 제품을 수출하는 무역의 균형을 이루는 편이다. 무역 상대국은 에스토니아, 라트비아, 폴란드, 독일, 러시아 등이다.

## 기후
리투아니아에서 제일 추운 1월의 평균 온도는 약 영하 25도에서 31도가량, 제일 더운 7월에는 24도에서 33도가량인 편이다. 하지만 최근 2011년 1월에는 영하 10도에서 0도 사이를 기록하였다.
| 월                                    | 1월           | 2월           | 3월           | 4월          | 5월         | 6월         | 7월         | 8월         | 9월         | 10월         | 11월         | 12월          | 연간          |
| ------------------------------------- | ------------- | ------------- | ------------- | ------------ | ----------- | ----------- | ----------- | ----------- | ----------- | ------------ | ------------ | ------------- | ------------- |
| 역대 최고 기온 °C (°F)                | 12.6 (54.7)   | 16.5 (61.7)   | 21.8 (71.2)   | 31.0 (87.8)  | 34.0 (93.2) | 35.0 (95.0) | 37.5 (99.5) | 37.1 (98.8) | 35.1 (95.2) | 26.0 (78.8)  | 18.5 (65.3)  | 15.6 (60.1)   | 37.5 (99.5)   |
| 일평균 최고 기온 °C (°F)              | −1.7 (28.9)   | −1.3 (29.7)   | 2.3 (36.1)    | 9.4 (48.9)   | 16.5 (61.7) | 19.9 (67.8) | 20.9 (69.6) | 20.6 (69.1) | 15.8 (60.4) | 9.9 (49.8)   | 3.5 (38.3)   | −0.1 (31.8)   | 9.5 (49.1)    |
| 일일 평균 기온 °C (°F)                | −3.9 (25.0)   | −3.5 (25.7)   | −0.1 (31.8)   | 5.5 (41.9)   | 11.6 (52.9) | 15.2 (59.4) | 16.7 (62.1) | 16.1 (61.0) | 12.2 (54.0) | 7.0 (44.6)   | 1.8 (35.2)   | −1.7 (28.9)   | 6.2 (43.2)    |
| 일평균 최저 기온 °C (°F)              | −6.3 (20.7)   | −6.6 (20.1)   | −2.8 (27.0)   | 1.5 (34.7)   | 7.0 (44.6)  | 10.5 (50.9) | 12.2 (54.0) | 11.9 (53.4) | 8.3 (46.9)  | 4.0 (39.2)   | 0.1 (32.2)   | −3.7 (25.3)   | 2.7 (36.9)    |
| 역대 최저 기온 °C (°F)                | −40.5 (−40.9) | −42.9 (−45.2) | −37.5 (−35.5) | −23.0 (−9.4) | −6.8 (19.8) | −2.8 (27.0) | 0.9 (33.6)  | −2.9 (26.8) | −6.3 (20.7) | −19.5 (−3.1) | −23.0 (−9.4) | −34.0 (−29.2) | −42.9 (−45.2) |
| 평균 강수량 mm (인치)                 | 36.2 (1.43)   | 30.1 (1.19)   | 33.9 (1.33)   | 42.9 (1.69)  | 52.0 (2.05) | 69.0 (2.72) | 76.9 (3.03) | 77.0 (3.03) | 60.3 (2.37) | 49.9 (1.96)  | 50.4 (1.98)  | 47.0 (1.85)   | 625.5 (24.63) |
| 출처 1: Records of Lithuanian climate |               |               |               |              |             |             |             |             |             |              |              |               |               |
| 출처 2: Weatherbase                   |               |               |               |              |             |             |             |             |             |              |              |               |               |

## 주민

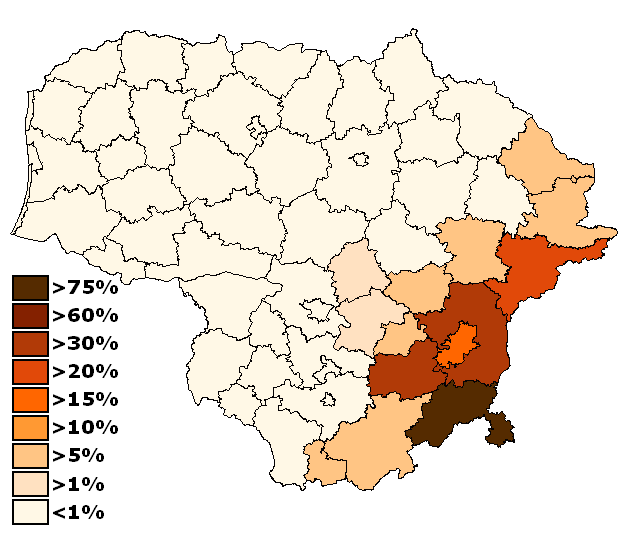
리투아니아 동부에는 폴란드인들이 상당한 수준으로 거주하고 있다.

84.2%가 리투아니아인이며, 리투아니아어를 사용한다. 폴란드인은 6.6%이며 주로 리투아니아 동부에 거주한다. 이들의 조상은 폴란드-리투아니아 연방 시절 폴란드에서 리투아니아, 벨라루스 등으로 이주한 사람들이거나 폴란드화된 리투아니아인 귀족들이다.
소련 불법 점령 기간 동안 러시아 등에서 노동자로 유입된 러시아인은 5.8%로 타 발트 3국에 비하면 러시아인 문제가 적은 편이다. 벨라루스인은 1.2%, 우크라이나인은 0.5%다.

### 인구
미국 CIA에서 운영하는 CIA WORLD FACTBOOK에 의하면 여성 1인당 합계출산율은 2011년 1.27명이다. 합계 출산율은 1994년 이래 계속 줄어들기만 하다가 2002년의 1.24를 기점으로 조금씩 회복되어 가는 추세이다. 2018년 기준 여성 100명당 남성은 85.3으로 여성의 비율이 많은 국가 중 하나로 꼽힌다. 2011년 천 명당 출산율은 9.34명, 사망율은 11.4명이다.

## 언어
리투아니아의 공용어, 국어는 리투아니아어이다. 리투아니아어는 라트비아어와 함께 현존하는 2개의 인도유럽어족 발트어파의 하나다. 폴란드어, 러시아어, 벨라루스어 등도 지역적으로 쓰인다. 2001년 국세 조사에 의하면 모국어 화자는 리투아니아어 82.0%, 러시아어 8.0%, 폴란드어 5.6%, 벨라루스어 0.5%, 우크라이나어 0.2%, 로마니어 0.1%, 라트비아어 0.1%가 되고 있다.
모어이외의 언어로서는, 러시아어는 공용어가 아닌데도 소련 지배의 영향으로 인구의 85.4%가 할 줄 안다. 그 외 24.0%가 영어, 14.5%가 리투아니아어, 12.5%가 폴란드어, 11.6%가 독일어를 말할 수 있다.

## 종교
| 종교 구성 (리투아니아) | 종교 구성 (리투아니아) | 종교 구성 (리투아니아) | 종교 구성 (리투아니아) | 종교 구성 (리투아니아) |
| ---------------------- | ---------------------- | ---------------------- | ---------------------- | ---------------------- |
|                        |                        |                        |                        |                        |
| 로마 가톨릭            | 로마 가톨릭            |                        | 77.2%                  | 77.2%                  |
| 동방정교회             | 동방정교회             |                        | 4.9%                   | 4.9%                   |
| 루터교                 | 루터교                 |                        | 0.6%                   | 0.6%                   |
| 개혁교회               | 개혁교회               |                        | 0.2%                   | 0.2%                   |
| 그 외                  | 그 외                  |                        | 0.9%                   | 0.9%                   |
| 무종교                 | 무종교                 |                        | 6.1%                   | 6.1%                   |
| 무응답                 | 무응답                 |                        | 10.1%                  | 10.1%                  |

리투아니아인의 전통적인 종교는 로마 가톨릭이다. 소련에 속했던 나라 중 유일하게 국민 중 다수가 가톨릭 신도인 가톨릭 국가로 빌뉴스와 카우나스 관구를 중심으로 전국은 8개의 교구로 나뉜다. 로마 가톨릭은 인구의 80%다. 무신론자는 9.5%로 발트 3국 중에서 가장 적다. 다음으로는 러시아 정교가 인구의 4%다. 루터교, 기타 개신교 교파와 유대교, 이슬람교 등의 신도도 소수 있다.

## 문화
공휴일이나 축제의 날에는 전통옷을 많이 입으며, 엄격한 문화가 발달하였다. 합창이 가장 높이 발달하였으며, 수천명의 국민들이 연마다 열리는 축제에서 노래와 춤을 즐기는 편이다.

## 스포츠
농구, 축구 그리고 조정이 인기있는 스포츠이며, 올림픽에서는 농구와 원반던지기가 강세를 보이는 편이다.

## 외교관계
대한민국과의 관계
리투아니아는 소련으로부터 독립하게 된 1991년에 대한민국과 외교관계를 수립하였으며 1993년 투자 상호증진을 위한 협정을 체결하였다.
러시아와의 관계
리투아니아는 역사적으로 러시아에 점령당하였으며, 소련 붕괴 이후에도 리투아니아는 여전히 러시아와 관계가 그리 좋지 않은 편이다.
그 외의 나라와의 관계
러시아의 영향력에서 벗어나기 위하여, 다른 발트국과 마찬가지로 유럽 연합 및 미국과 관계를 강화하는 편이다. 조선민주주의인민공화국과는 1991년에 수교하였다.

## 자살 문제
리투아니아는 자살률이 높은 나라인데, 이는 사회의 심각한 문제이다. OECD국가 중 2번째로 높은 자살률을 나타내고 있다.

### 리투아니아
- 리투아니아 정부 홈페이지 보관됨 2022-09-11 - 웨이백 머신
- 리투아니아 대통령 홈페이지 보관됨 2010-06-09 - 웨이백 머신
- 리투아니아 의회 홈페이지
- (리투아니아어/러시아어/영어) 리투아니아의 역사 사이트 보관됨 2020-09-22 - 웨이백 머신
- (리투아니아어/영어) 리투아니아 관광부 공식홈페이지 보관됨 2005-11-24 - 웨이백 머신
- (리투아니아어/러시아어/영어) 리투아니아 외무부 보관됨 2019-09-30 - 웨이백 머신
- (리투아니아어/러시아어/영어) 리투아니아 항공사 공식홈페이지
- (리투아니아어/러시아어/영어/독일어/…) 리투아니아 관광

### 대한민국
- 주폴란드 대사관의 리투아니아 설명

### 해외
- (영어) CIA의 세계정보(리투아니아편)